# ندى ديميتش
ندى ديميتش (بالإنجليزية: Nada Dimić)‏‏ (سبتمبر 1923-17 مارس 1942) كانت فتاة  شيوعية يوغوسلافية قُتلت في الحرب العالمية الثانية وأعلنت بطلة شعبية في يوغوسلافيا.

## نشأتها
ولدت ندى في ديفو سيلو بالقرب من غوسبيتش، المملكة الصربية والكرواتية والسلوفينية (الآن كرواتيا) من أسرة صربية عرقية في عام 1938 انضمت إلى الشباب الشيوعي، وفي 1940 إلى الحزب الشيوعي اليوغوسلافي.

## حياتها السياسية
عندما احتلت يوغوسلافيا خلال الحرب العالمية الثانية في يونيو من عام 1941، انضمت إلى تنظيم سيساك الحزبي الأول، وهي الوحدة الحزبية الأولى في كرواتيا، وفي العام نفسه ألقت الشرطة النازية القبض عليها في مدينة سيساك، ولكنها قامت أثناء نقلها إلى السجن في زغرب بابتلاع السم من أجل تجنب الاستجواب، لكنها لم تموت وسرعان ما أنقذت من قبل الرفاق في زغرب من الحزب الشيوعي، ونقلها إلى المناطق التي يسيطر عليها الحزب. عندما شفيت من التسمم ذهبت إلى مدينة كارلوفاتس حيث عملت كعميلة متخفية، وقد قبض عليها في نهاية المطاف من قبل الإيطاليين الذين سلموها للشرطة النازية في زغرب في الثالث من ديسمبرعام 1941، خضعت للتعذيب ورفضت إعطائهم أي معلومات، وأُرسلت إلى معسكر الاعتقال Stara Gradiška في فبراير 1942، وقُتلت هناك بعد شهر وكان عمرها ثمانية عشر.